# 我的八月十五日之會
我的八月十五日之會（日语：「私の八月十五日」の会）是日本對二戰終戰日有記憶的漫畫家、作家所結成的團體。

## 概要
2002年時，歷經過二戰期間的漫畫家發起了「我的八月十五日之會」，集結超過百位對二戰終戰日有記憶的創作者，以漫畫創作等方式向後代敘述關於戰爭的記憶，並傳達關懷人類福祉與尋求和平的信息。

## 活動
- 展覽：「我的八月十五日」展
- 出版書籍：《私の八月十五日～昭和二十年の絵手紙》（2004年榮獲第8屆日本新媒體動漫藝術節漫畫部門獎勵賞[2]、2005年榮獲第34屆日本漫畫家協會賞大賞[3]）

## 成員

### 代表幹事
- 森田拳次（漫畫家）

### 事務局長
- 池田愼一郎

### 副幹事
- 千葉徹彌（漫畫家）
- ウノ・カマキリ（漫畫家）
- 渡邉輝也（加登屋）

### 副事務局長
- 島田昌彦

### 顧問稅理士
- 金森岳司

### 顧問
- 石川好（作家）

### 名誉顧問
- 村山富市（第81代内閣總理大臣）

### 發起人
- 石子順（評論家）
- 泉昭二（漫畫家）
- 上田俊子（漫畫家）
- 榎苑（漫畫家）
- 汲田隆（日语：クミタ・リュウ）（漫畫家）
- 小島功（漫畫家）
- 佐川美代太郎（漫畫家）
- 杉浦幸雄（漫畫家）
- 關根義人（漫畫家）
- 高野榮二（漫畫家）
- 武田京子（漫畫家）
- 花村榮子（漫畫家）
- 牧美也子（漫畫家）
- 水野英子（漫畫家）
- 三橋千禾子（漫畫家）
- 森熊猛（漫畫家）
- 柳瀨嵩（漫畫家）
- 矢野德（漫畫家）
- 渡邊雅子（漫畫家）